# گمینا سپیچن
گمینا سپیچن (به لهستانی:  Gmina Spiczyn) یک گمینا در لهستان است که در شهرستان ونچنا واقع شده‌است. گمینا سپیچن ۸۳٫۱ کیلومتر مربع مساحت و ۵٬۶۲۸ نفر جمعیت دارد.